# Dawn Flight
Dawn Flight ist ein US-amerikanischer Kurzfilm aus dem Jahr 1976, der von Lawrence M. „Larry“ und Brian Lansburgh, Vater und Sohn, gemeinsam produziert wurde. Mit und für den Film waren sie für einen Oscar nominiert.

## Inhalt

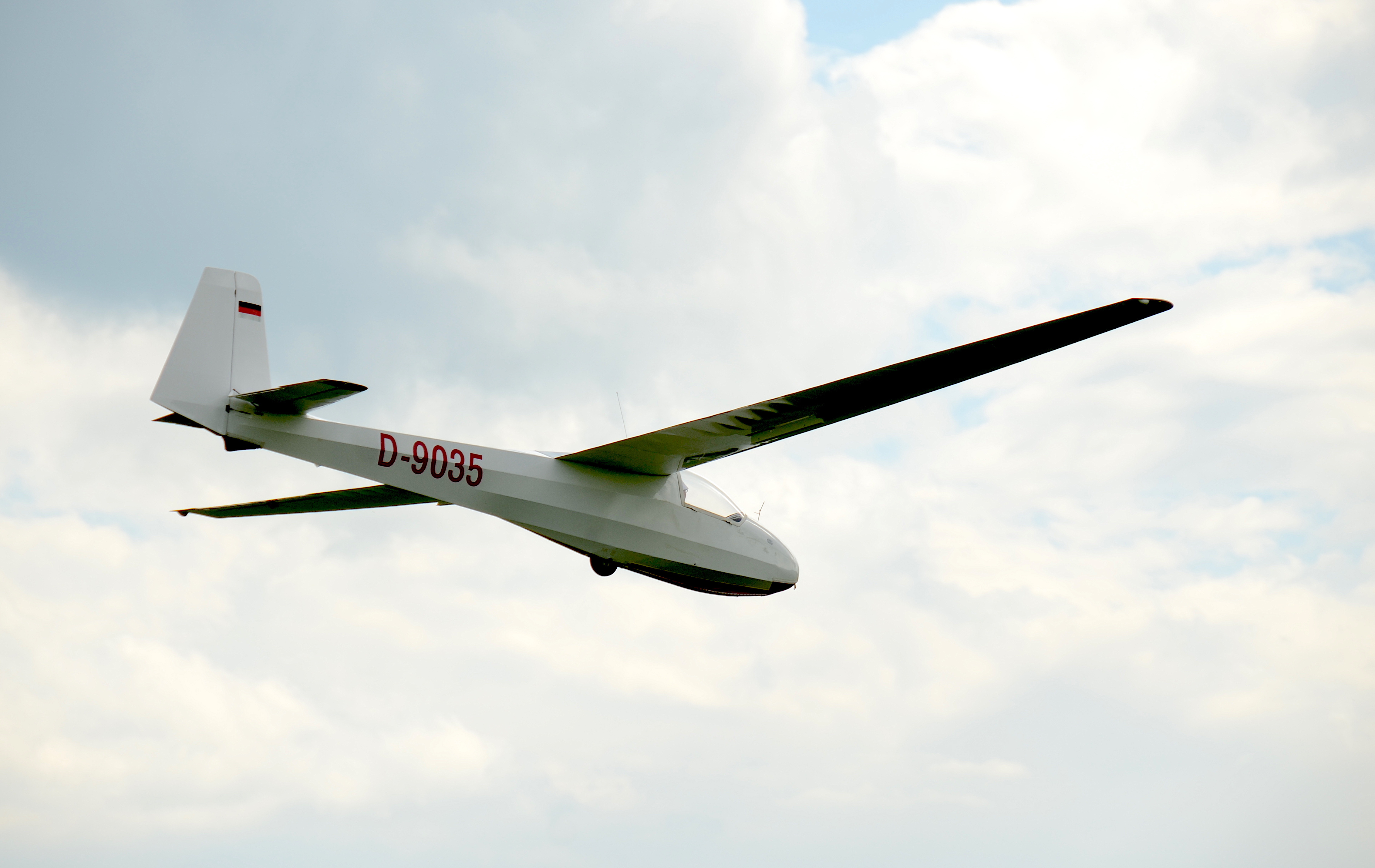
Beispielhaft: Segelflugzeug

In der Geschichte geht es um den Piloten eines Segelflugzeuges, der von einem mysteriösen Superpiloten herausgefordert wird. Nach einer ersten Überforderung und Flucht, nimmt er die Herausforderung dann jedoch an und sorgt dadurch bei seinem Gegner für Überraschung. Die Piloten verfolgen sich gegenseitig durch Baumkronen und enge Felsschluchten. Als der junge Pilot in seinem 30-Fuß-Segelflugzeug mit festem Flügel mit dem gegnerischen Flugzeug gleichzieht, sieht er, wer dort tatsächlich im Cockpit sitzt.

## Produktion, Veröffentlichung
Larry Lansburgh war Flieger bei der Air Force und sein Sohn ein ehemaliger Hubschrauberpilot der Küstenwache, was beide dazu anspornte, eine Fluggeschichte zu drehen. Denis Arndt war ein junger Schauspieler, der beim Oregon Shakespeare Festival in Ashland auftrat. Arndt war ebenfalls Hubschrauberpilot und flog in seiner Zeit bei der Armee in Alaska, bevor er sich dann entschloss, Schauspieler zu werden. Um sich auf die Rolle vorzubereiten, absolvierte er ein Flugtraining in Segelflugzeugen. Es war Arndts erste Rolle als Flugpilot in einem Film.
Die Dreharbeiten fanden in den Hügeln von Pope Valley und Calistoga in Kalifornien sowie über einem Segelflughafen in Fremont in Kalifornien statt.
Pyramid Media schrieb: „Dawn Flight ist sowohl ein Film über das Wunder des Fliegens als auch ein Film über die Selbstfindung. Die symbolische Morgendämmerung im Titel zeigt das Gefühl der Erleichterung, das der junge Segelflugzeugpilot empfindet, wenn er seine Angst besiegt und sich der Herausforderung stellt, die ihm ein mysteriöser Verfolger abverlangt.“ („Dawn Flight is both a film about the wonder of soaring and a film about self-discovery. The symbolic dawn in the title bespeaks the sense of renewal that comes to the young glider pilot when he conquers his fear and meets the challenges presented to him by a mysterious pursuer“.)
Der Film wurde im November 1976 auf dem Chicago International Film Festival vorgestellt.

## Auszeichnungen
Oscarverleihung 1976
- Oscarnominierung für Lawrence M. „Larry“ und Brian Lansburgh für und mit diesem Film in der Kategorie „Bester Kurzfilm“

Chicago International Film Festival 2012
- Nominiert für den Goldenen Hugo in der Kategorie „Bester Kurzfilm“